# Temple Sri Mahamariamman
 (septembre 2018).
Le temple Sri Mahamariamman est un temple situé rue Jalan Tun H.S. Lee, à Kuala Lumpur, en Malaisie nommé en l'honneur de Mariamman (divinité protectrice des tamouls lors de séjour à l'étranger). 

## Histoire
Le temple fut construit en 1873 (ce qui en fait le plus vieux temple hindou de Kuala Lumpur) par des immigrés tamouls du sud de l'Inde venus construire des chemins de fer et des routes ou travailler dans des plantations de caoutchouc et financé par K. Thamboosamy Pillay (en). Le temple était privé jusqu'à ce qu'il soit ouvert au public dans les années 1920.

## Description
Le temple se trouve dans un quartier chinois entre deux temples bouddhistes. Le raja gopuram du temple est sculpté dans le style de l'Inde du Sud et se compose de 228 personnages du Ramayana, il fut construit lors de rénovation en 1968 et est composé de cinq étages. Le temple est à l'honneur de Shiva (sous la forme de nataraja) avec Parvati et Ganesh à ses côtés. Le temple est construit avec des carreaux italiens et espagnols, des pierres précieuses et de l'or. La principale salle de prière à un plafond en forme d'oignon richement décoré, dans cette salle se trouvent troissanctuaires et quatre plus petits se situent autour du temple principal. Le temple abrite le char utilisé lors de la fête hindoue Thaipusam.[réf. nécessaire]